# Gamja ongsimi
El gamja ongsimi es una variedad de sujebi (sopa de dumplings) de la gastronomía de Corea, consistente en dumplings hechos de patata molida y vegetales picados en caldo claro. Es una especialidad local de la provincia de Gangwon, Corea del Sur, donde se cultivan y cosechan muchas patatas debido al clima frío. Tiene un sabor relativamente insulso, con un caldo habitualmente hecho de anchoa.
Su nombre es una combinación de dos palabras: gamja (감자), ‘patata’ en coreano, y ongsimi (옹심이), término en dialecto de Gangwon para saeyal (새알), una bola pequeña hecha de harina y servida en sopas o gachas.